# Sou (moneda)

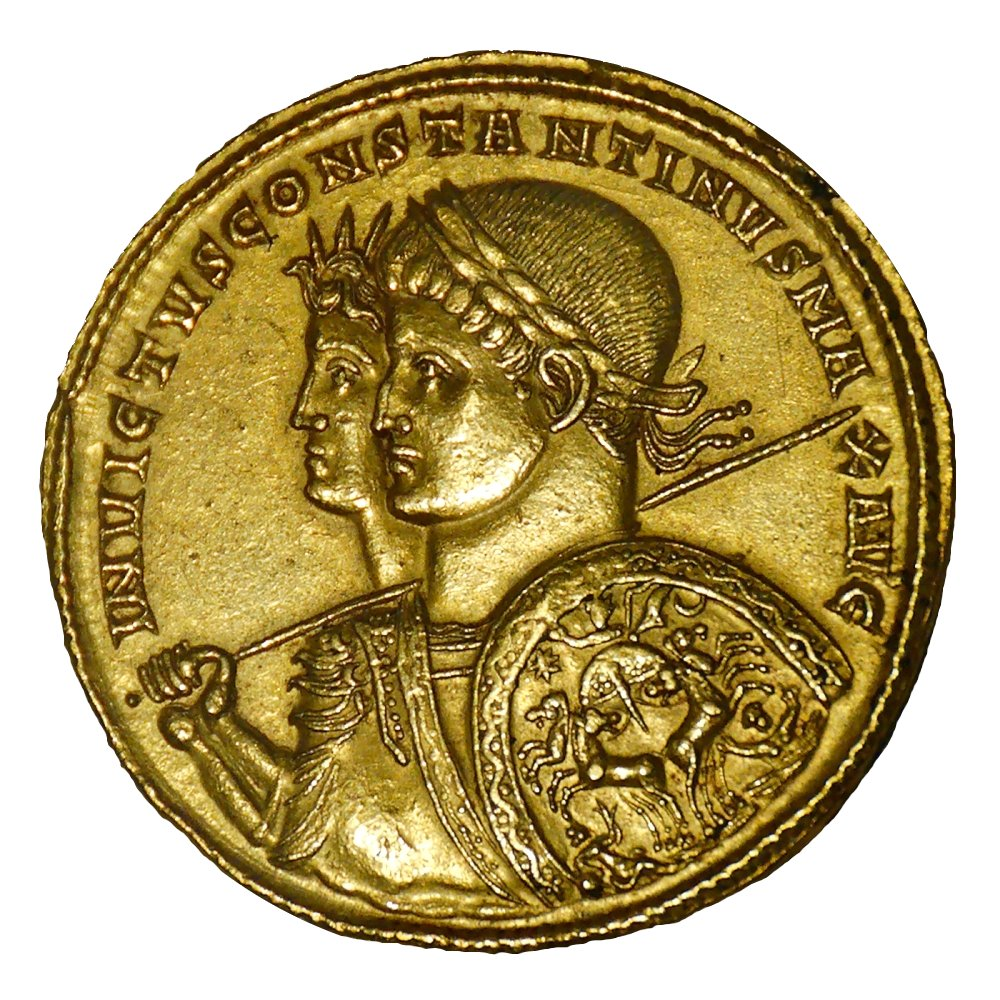
Solidus de Constantino

El sou es una antigua moneda francesa, procedente del solidus romano, que designaba la moneda de 5 céntimos hasta principios del siglo XX y cuyo nombre ha sobrevivido en la lengua a la decimalización de 1795. Debe su longevidad a que todavía está presente en muchas expresiones francesas y catalanas que se refieren a dinero.

## Historia
Todo comienza con el aureus romano, que bajo Julio César valía 25 denarios de plata, o sea, 100 sestercios de latón o 400 ases de bronce, y pesaba más de 8 gramos de oro. Cada emperador le quitaba un poco, hasta que Diocleciano y más tarde Constantino tuvieron que establecer su valor, respectivamente, en 1/60 y 1/72 de la libra romana, es decir, finalmente 4,5 gramos de oro, bajo el nombre de solidus. Había nacido el «sou».
Haciendo honor a su nombre, la nueva moneda ganaría su reputación de indestructibilidad permaneciendo casi sin cambios a través de la decadencia y caída del Imperio romano, las grandes invasiones y la creación de los reinos germánicos en toda Europa. No solo fue acuñada en Bizancio hasta el siglo XI bajo el nombre de nomisma, sino que fue imitada por los reyes bárbaros, especialmente por los merovingios, aunque la mayor parte en forma de «tercio de sou».

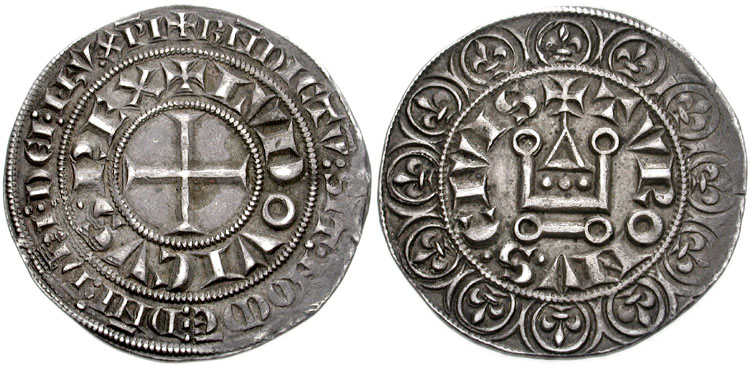
Gros de San Luis

Debido a la escasez de oro, se produce una nueva «estabilización» —como se llama a menudo a las devaluaciones— a cargo de Carlomagno: el solidus ya no es 1/72 parte de la libra romana de oro, sino 1/20 de la libra carolingia de plata. El sou se dividirá, a su vez, en 12 dineros o deniers que, con pocas excepciones —como el gros tournoi de San Luis—, serán los únicos que circulen en la práctica. El sistema «£sd» (1 libra = 20 sous de 12 deniers) se mantendrá inalterado hasta la Revolución francesa, y en Inglaterra hasta 1971.

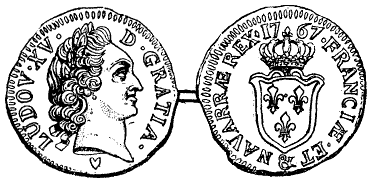
Sol de Luis XV de Francia de 1767

«Solidus» se convertirá en «soldus», luego en «solt» (siglo XI), en «sol» (desde siglo XII al XVIII) y, finalmente, en «sou». Mil años después de la reforma monetaria carolingia, cuando la libra tournois da paso al franco en 1795, sols y deniers desaparecen de los monederos, pero el término «sou» está tan arraigado en las costumbres que los franceses continuarán llamando así a la veinteava parte del franco. También se encuentra en Suiza, Canadá y, en general, en todos los países de habla francesa en expresiones relacionadas con el dinero.

## Supervivencia del término en las nuevas monedas

### Un sou en francos franceses

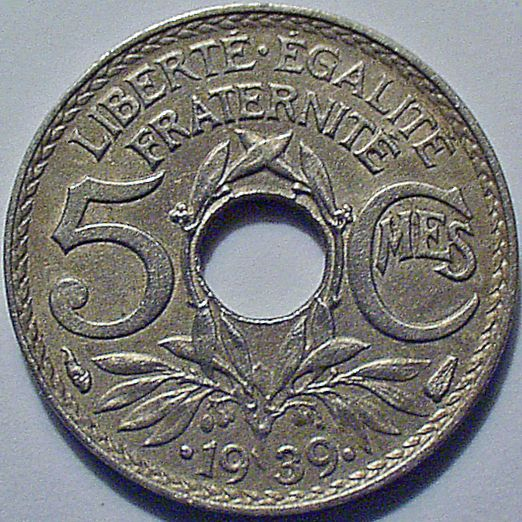
Cinco céntimos franceses de 1939

Después de la Revolución, los franceses siguen llamando «sou» a la veinteava parte del franco. Por lo tanto, la moneda de cien sous valía cinco francos, hasta que la última moneda de cinco céntimos antiguos fue retirada en los años cuarenta.
Entre recortes y devaluaciones, el antiguo sou de oro, y después de plata, se convertirá en una moneda de vellón, de cobre y de bronce antes de ser acuñada por última vez, de 1914 a 1939, en forma de pieza agujereada de cinco céntimos de cuproníquel y más tarde de alpaca. A principios del siglo XXI, los ancianos franceses todavía hablan de tal o cual artículo de seis sous de su juventud y, para ellos, cinco francos antiguos siguen siendo una moneda de cien sous.

### Un sou en dólares canadienses
En Canadá, la palabra «sou» es de uso frecuente en el lenguaje común para referirse a la división del dólar canadiense, cuyo nombre oficial es cent. Las monedas de un cent reciben el nombre vernáculo de sou noir, y las de veinticinco cents, el de «treinta sous».

### Un sou en francos suizos
En Suiza, una moneda de cien sous designa una moneda de cinco francos suizos y una moneda de cuatro sous designa una moneda de veinte céntimos suizos.

## El sou catalán
- El «sou barcelonés», «sou de plata» o, simplemente, «sou» era una moneda de plata que Pedro III acuñó por vez primera en el año 1285. Su valor era de 12 diners. Por el hecho de ser una moneda de alto valor, su nombre ha quedado fijado en expresiones catalanas del tipo «tenir molts sous» o «costar molts sous», en el sentido de «un dineral», a pesar de que hace mucho tiempo que ha dejado de existir. En la época medieval también se acuñó en Barcelona el croat, una moneda de plata que tenía el valor legal de un sou.
- El «sou de Perpiñán», también de plata, era una moneda del Rosellón de la época de Carlos I.
- El «sou de Ibiza» era una moneda ibicenca de vellón, acuñada también en la época de Carlos I.
- Los cinco sous era una moneda de plata utilizada en varias poblaciones del principado de Cataluña durante la guerra dels Segadors. Valía la mitad de la moneda de cinco reales.